# La Berlière
La Berlière är en kommun i departementet Ardennes i regionen Grand Est (tidigare regionen Champagne-Ardenne) i nordöstra Frankrike. Kommunen ligger  i kantonen Buzancy som ligger i arrondissementet Vouziers. År 2022 hade La Berlière 37 invånare.

## Befolkningsutveckling
Antalet invånare i kommunen La Berlière
Referens: INSEE